# Малая Каменка (Саратовская область)
Малая Каменка — село в Новобурасском районе Саратовской области. Входит в Елшанское муниципальное образование.
Расположено на реке одноимённой реке примерно в 19 км к юго-западу от села Новые Бурасы и в 50 км к северу от Саратова.
| 2010 |
| ---- |
| 17   |